# Tri Yann
Tri Yann är en fransk folkmusikgrupp bildad i Nantes 1970 som spelar bretonsk musik. De spelar både traditionella sånger och eget material. Gruppen grundades 1970 av Jean Chocun, Jean-Paul Corbineau och Jean-Lous Jossic som samtliga fortfarande är gruppmedlemmar. Namnet Jean är på bretonska Yann, därav namnet (Tre Yann). Tri Yann är en av de mest kända keltiska musikgrupperna i Frankrike. De är även en av de mest långvariga bretonska musikgrupperna av de grupper som bildades under folkmusiksrenässansen som började 1966 av Alan Stivell.

## Medlemmar

### Nuvarande medlemmar
- Jean-Louis Jossic – sång, bakgrundssång, krumhorn, bombarde, skalmeja, psalterium (1970 – )
- Jean Chocun – sång, akustisk gitarr, mandolin, banjo, dulcimer (1970 – )
- Jean-Paul Corbineau – sång, bakgrundssång, akustisk gitarr (1970 – )
- Gérard Goron – bakgrundssång, trummor, mandoloncell, dulcimer, elgitarr (1977 – )
- Jean-Luc Chevalier – elgitarr, akustisk gitarr, basgitarr (1988 –)
- Konan Mevel – säckpipa, veuze, northumbrian smallpipes, uilleann pipe, low whistle, midi-pipes (1999 –)
- Fred Bourgeois – bakgrundssång, piano, klaverinstrument (1999 –)
- Christophe Peloil – bakgrundssång, fiol, altfiol, bandlös basgitarr, tin whistle (1999 –)

### Tidigare medlemmar
- Bernard Baudriller – basgitarr (1971–1985)
- Jérôme Gasmi – trummor (1976–1977)
- Christophe Le Helley – flöjt, medeltida instrument, keltisk harpa, klaverinstrument (1992–1998)
- Christian Vignoles – gitarr (1979–1988)
- Bruno Sabathé – klavierinstrument (1985–1992)
- Louis-Marie Séveno – fiol, bas (1986–1999)
- Mylène Coue – sång (1978)
- Bleunwenn Mevel – sång (2000–2001)
- Bernard Baudriller – sång, bas, kontrabas, fiol, cello, tvärflöjt (1971–1985)

## Diskografi
- 1972: Tri Yann an Naoned
- 1973: Dix ans, Dix filles
- 1974: Suite Gallaise
- 1976: La Découverte ou l'Ignorance
- 1978: Urba
- 1981: An Héol a zo Glaz / Le Soleil est Vert
- 1983: Café du Bon Coin
- 1985: Anniverscène (Live)
- 1986: Master Série (Samling)
- 1988: Le Vaisseau de Pierre
- 1990: Belle et Rebelle
- 1993: Inventaire 70/93 (Samling)
- 1995: Inventaire Vol.2 (Samling)
- 1995: Portraits
- 1996: Tri Yann en Concert (Live)
- 1997: La Veillée du 3ième Millénaire (Intervju)
- 1998: Trilogie (Treskivorssamling)
- 1998: La Tradition Symphonique (Live med Orchestre National des Pays de Loire)
- 1999: L'Essentiel en Concert (Livesamling)
- 2001: Le Pélégrin
- 2001: 30 ans au Zénith (Live-cd & dvd)
- 2003: Marines
- 2004: La Tradition Symphonique 2 (Live med Orchestre National des Pays de Loire)
- 2004: Les Racines du Futur (cd & dvd-samling)
- 2006: Talents (Samling)
- 2006: Gold (Tvåskivorssamling)
- 2007: Abysses